# Famille de Poligny
 (février 2023).
Si vous disposez d'ouvrages ou d'articles de référence ou si vous connaissez des sites web de qualité traitant du thème abordé ici, merci de compléter l'article en donnant les références utiles à sa vérifiabilité et en les liant à la section « Notes et références ».
Pour les articles homonymes, voir Poligny.
La famille de Poligny est une famille éteinte de la noblesse française, originaire de Poligny en Franche-Comté. Elle s'est éteinte en 1813.

## Histoire
Chevalier écrit en 1769 dans ses Mémoires historiques sur la ville et seigneurie de Poligny que la famille de Poligny tire son nom de la ville de Poligny où elle a longtemps exercé la prévôté et a possédé de grands fiefs, et qu'elle donna un grand nombre de branches autrefois connues sous d'autres noms liés à des qualités personnelles ou à des noms de terres.
Charles-Claude-Ferdinand, comte de Poligny, mort en 1776, ne laissa que quatre filles de son mariage avec Marie Anne Josèphe de Mignot de la Bévière.
Charles-Claude-Ferdinand de Poligny eut aussi un fils naturel légitimé, Jean-Dominique, déclaré dans son acte de baptême à Besançon le 23 octobre 1752 « fils illégitime de Charles Alexandre et de Louise Pajot, d'Ornans,. Celui-ci y est nommé Jean-Baptiste de Poligny dans une requête qu'il fait au ministère de la guerre. Toutefois, il est nommé « Poligny » (sans particule) dans son acte de mariage  à Châteaudun du 24 décembre 1793 avec Anne Monique Rosalie Regnault. Le contexte de la Terreur explique cette absence de particule. Commissaire de guerre, il meurt le 31 mai 1813 à Chartres, ne laissant que des filles; l'aînée, Agnès Uranie Rosalie Caroline Poligny (sans particule mais la récupère plus tard), épousa le 29 juillet 1821 à Châteaudun Jean-Joseph François Quentin.  Leur fils unique, Louis Gustave Quentin, demanda l'autorisation d'ajouter « de Poligny » à son nom, mais sa requête a été rejetée,. 
François Xavier Louis Reumont, fils unique de Marie Jeanne Zoé Caroline Quentin dite « Quentin de Poligny » demanda le 9 juillet 1958 à prendre le nom « Reumont de Poligny » sous lequel il était connu, mais sa requête a aussi été rejetée. L'état-civil de cette famille est donc toujours « Reumont ».

## Filiation
- Savaric, prévôt de Poligny, cité comme l'un des témoins dans une charte de Rainaud III de Bourgogne en 1133;
- Conrad de Poligny dit le Teutonique († ap. 1198), prévôt de Dole;
- Eudes de Poligny dit le Grand (1205-ap.1269), châtelain de Poligny, bailli de Poligny et de sa banlieue puis bailli général de Bourgogne. En 1269, il est élevé à la dignité de Connétable de Bourgogne par la Comtesse Alix.
- Odon de Poligny (vers 1230), bailli général de Bourgogne, connétable de Bourgogne en 1275, chevalier, seigneur et châtelain de Poligny;
- Guillaume de Poligny, chanoine de Besançon en 1354;
- Jean III de Poligny (1423-1453), connu selon Olivier de La Marche comme étant "l'un des plus braves chevaliers du duc Philippe Le Bon, à la tête d'une division contre les bourgeois de Gand (Flandres) est mort sur le champ de bataille de Gavre[12];
- Pierre de Poligny, remporte le prix du Tournoi de Vincelles en 1511[13];
- Guyot de Poligny (†1548), sert le duc Charles le Téméraire contre les Suisses en 1476, sur les rives du lac de Neuchâtel
- Antoinette de Poligny (1630-1674), abbesse au Monastère Sainte-Claire de Poligny en 1656;
- François Gabriel de Poligny (1677-1746), fondateur du nouveau château d'Evans (Jura) [14];
- Charles Claude de Poligny (1717-1776), colonel au régiment du roi-infanterie, reçoit un coup de feu dans la poitrine, au siège de Prague (1742), chevalier de Saint-Louis, chevalier de l'Ordre de Malte.
- Jean Dominique de Poligny (1752-1813), Commissaire de Guerre, dernier du nom.

## Personnalités
- Eudes de Poligny dit le Grand (1205-ap.1269), châtelain de Poligny, bailli de Poligny et de sa banlieue puis bailli général de Bourgogne. En 1269, il est élevé à la dignité de connétable de Bourgogne par la comtesse Alix.

- Un lieutenant général de cavalerie

## Portraits

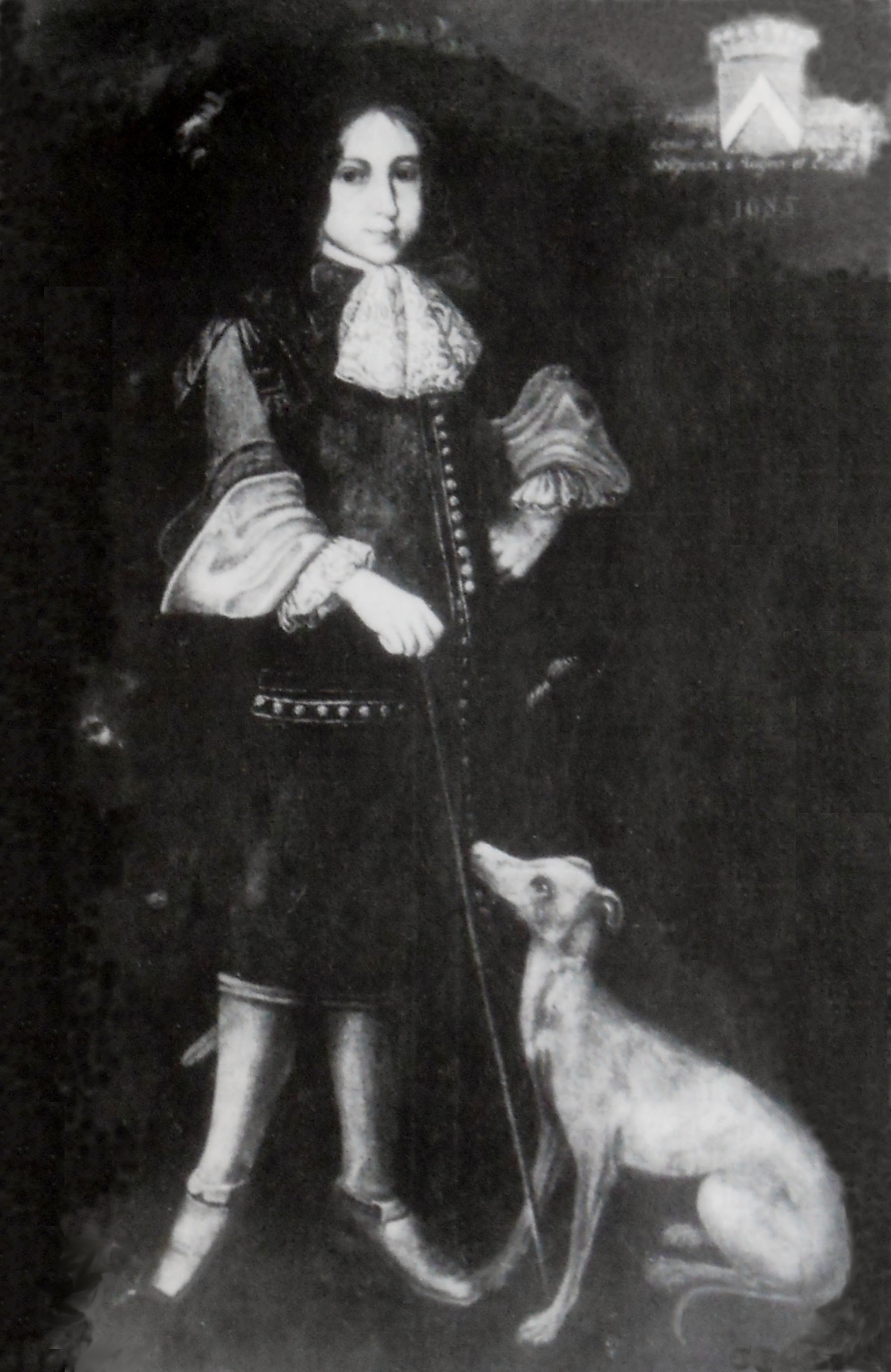
François Gabriel de Poligny (1677-1746)
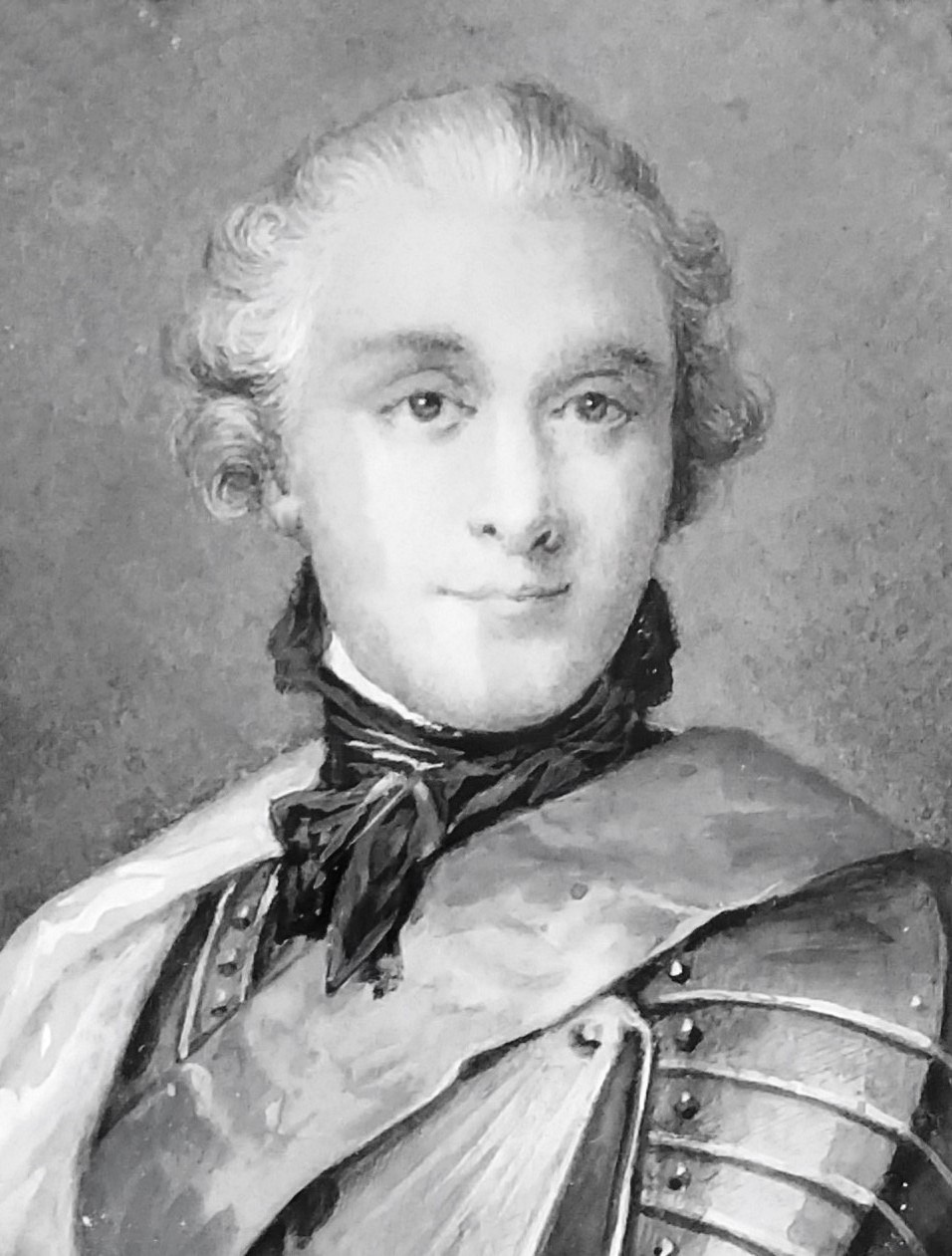
Charles Claude de Poligny (1717-1776)
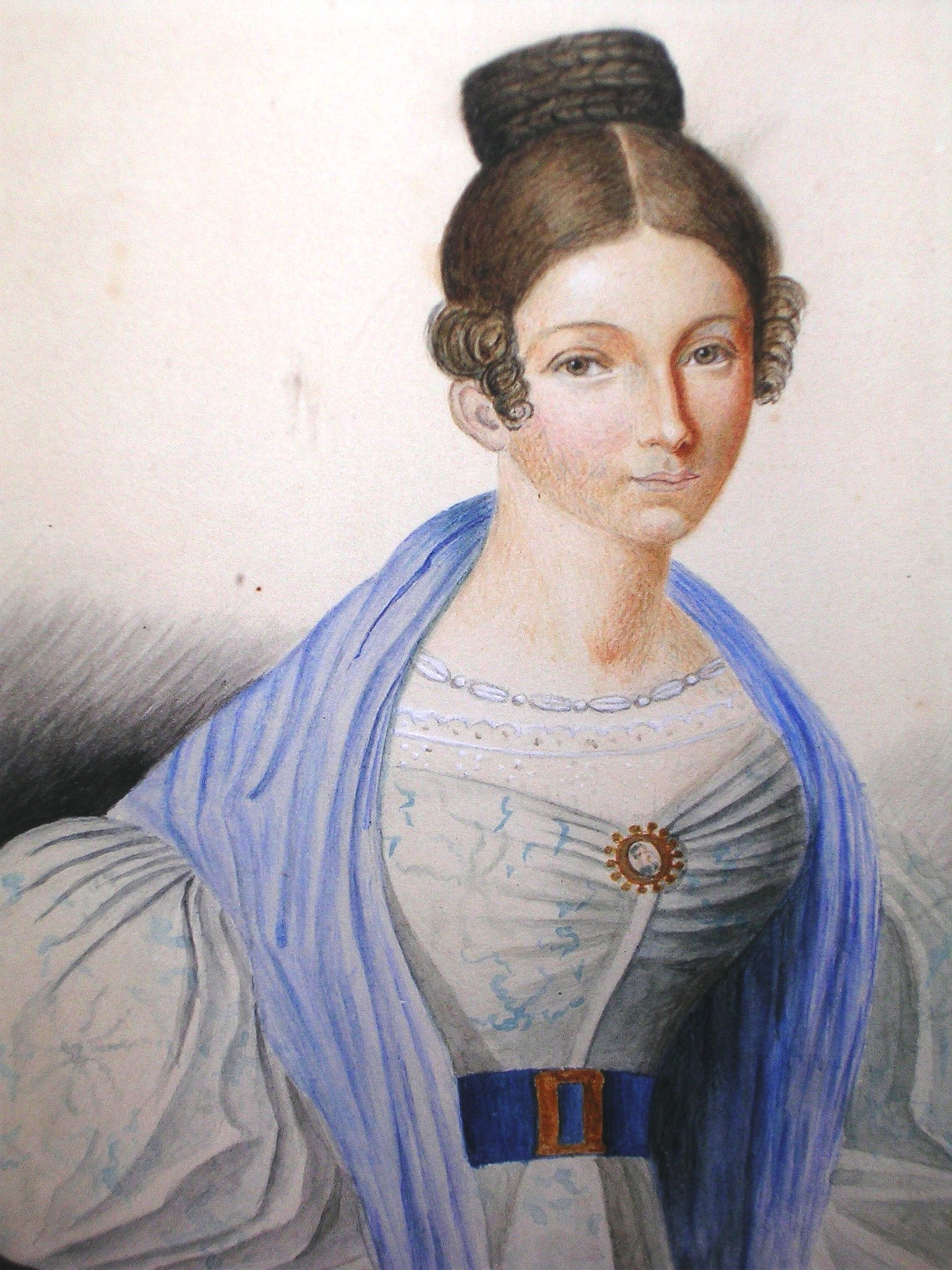
Agnès Uranie Rosalie Caroline Poligny (1794-1872), épouse de Jean-Joseph François Quentin

## Armes
De gueules au chevron d'argent.